# Экибастуз — Кокшетау (линия электропередачи)

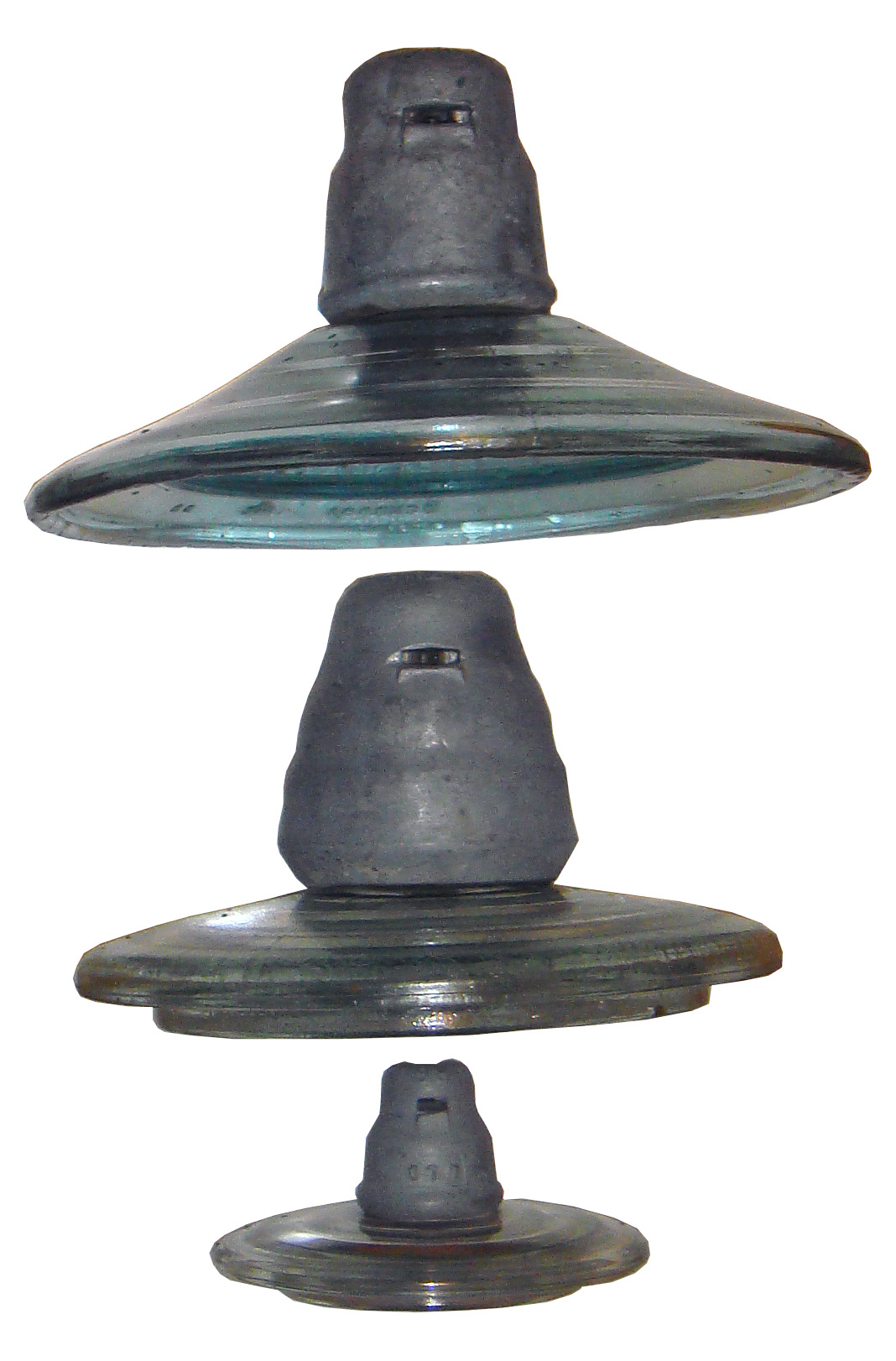
Применяемые на ЛЭП 1150 кВ изоляторы ПСК-300А (верхний) и ПС-400А (средний) в сравнении с распространённым на ЛЭП 10—110 кВ изолятором ПС-70Е (нижний)

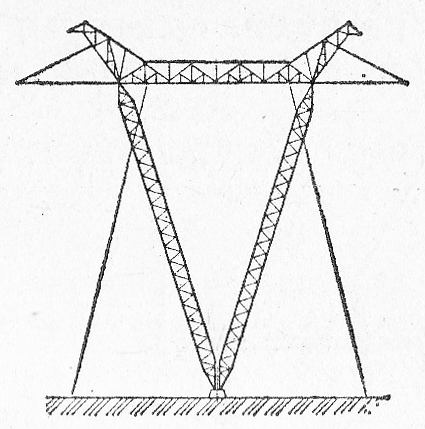
Схема промежуточной опоры ПОГ-1150, применяемой на ЛЭП 1150 кВ

Линия электропередачи Экибастуз — Кокшетау — участок уникальной высоковольтной линии электропередачи переменного тока «Сибирь — Казахстан — Урал — Центр» проектного напряжения 1150 кВ. В настоящий момент[уточнить] работает под напряжением 500 кВ. Протяжённость участка — 432 километра, смонтирован на опорах со средней высотой 45 метров. Применяется расщепление фаз: каждая фаза состоит из 8 проводов, образующих в сечении правильный восьмиугольник. Общий вес проводников составляет приблизительно 50 тыс. тонн.

## История
Линия «ПС Итатская — Барнаул — Экибастуз — Кокшетау — Костанай — Челябинск» построена в основном в 1980—1990 годах. Трасса линии проходит большей частью по территории Казахстана, протяжённость — 2344 км (длина казахстанского участка составляет 1421 км). По мере развития энергоисточников (мощных ГЭС и ТЭС), увеличения расстояний между энергоисточниками и потребителями, дальности передач электроэнергии и масштабов перетоков мощности возникла задача усиления протяжённых связей между районами восточной зоны Единой энергетической системы России. Её планировалось решить путём наложения на сети 500 кВ электропередачи 1150 кВ от ТЭС КаТЭКа до Урала, то есть создания широтной сверхмощной передачи. Создание электропередачи сверхвысокого напряжения (СВН) 1150 кВ «Сибирь — Казахстан — Урал» позволило бы наряду с транспортными функциями использовать часовые, месячные и годовые отклонения в балансах мощности по зонам, то есть обеспечивать реализацию системного эффекта.
В рамках решения этой задачи были введены в строй высоковольтные линии «Экибастуз — Кокшетау» (июль 1985 года) и «Кокшетау — Костанай» (1988 год). К 1990 году ЛЭП напряжением 1150 кВ была построена на участке от Барнаула до Челябинска. Однако электроподстанции с высшим напряжением 1150 кВ были построены только на территории Казахстана: в самом Экибастузе, а также АТ 2×(3×667) МВ·А в Кокшетау и АТ (3×667) МВ·А в Костанае. ЛЭП «Экибастуз — Кокшетау — Костанай» проработала на номинальном напряжении 1150 кВ с 1988 по 1991 год. Данная ЛЭП являлась единственной в мире линией электропередачи такого класса напряжения, её пропускная способность достигала 5500 МВт.
В 1998 году в качестве заключительного этапа создания межсистемного транзита «Сибирь — Казахстан — Урал» была введена в строй высоковольтная линия 1150 кВ «Итат — Барнаул (Алтай)» длиной 444,5 км. Сооружение высоковольтной линии номинальным напряжением 1150 кВ «Итат — Барнаул (Алтай)» увеличило возможность передачи избыточной электроэнергии и мощности из Восточной Сибири в дефицитную Западную. При этом пропускная способность увеличилась на 800—1000 МВт.
Трансформаторы на 1150 кВ на российских ПС Челябинская и ПС Алтай (в сторону Экибастуза) так и не были установлены, поэтому участки «Экибастуз — Барнаул (Алтай)» и «Костанай — Челябинск» с самого начала работали на напряжении 500 кВ. Казахстанский участок «Экибастуз — Кокшетау — Костанай» около трёх лет работал на номинальном напряжении, однако потом было принято решение и его переключить на напряжение 500 кВ.
На казахстанском участке пять из восьми проводов были сняты, а подстанционное оборудование 1150 кВ, изготовленное в 1981—1986 годах, пришло в негодность; на российских участках провод сохранился, однако линия работает на напряжении 500 кВ. Тем не менее, она была задействована после аварии на Саяно-Шушенской ГЭС в 2009 году для компенсации выпадения сибирских мощностей.
В 2012 году Олег Дерипаска заявил о намерении En+ возродить проект строительства энергомоста «Сибирь — Казахстан — Урал» на основе сверхмощной ЛЭП, который позволил бы увеличить перетоки между энергосистемами Сибири, Казахстана и Урала с сегодняшних 1,7 ГВт до 5 ГВт.